# Interstate 95
La Interstate 95 (I-95) è la principale autostrada nella East Coast degli Stati Uniti d'America, con un percorso per la maggior parte parallelo all'oceano Atlantico, che da nord parte dallo Stato settentrionale del Maine fino ad arrivare a sud a Downtown Miami in Florida, e serve alcune delle aree urbane più popolose degli States, includendo Boston, Providence, New Haven (Connecticut), la città di New York, Filadelfia, Baltimora, Washington (District of Columbia), Richmond (Virginia); Jacksonville, il Kennedy Space Center e Miami (in Florida).
Si tratta della più lunga rotta nord–sud dello Interstate Highway System, e ha sostituito nei tragitti a lungo e medio raggio le vecchie strade e autostrade nazionali U.S. Routes, principalmente la U.S. Route 1. Le sezioni più vecchie della I-95, che includevano alcune autostrade private a pedaggio nazionalizzate, precedettero il Sistema di Autostrade Interstatali; la rotta deve essere ancora completata nel tratto tra Pennsylvania e New Jersey. La costruzione del tratto mancante era prevista verso la fine del 2018.

## Tragitto
I due tratti della Interstate I-95 compiono un tragitto di 1 925 mi (3 098 km). Il termine meridionale della I-95 (nella contea di Miami-Dade denominata la The Singer Expressway) è un collegamento alla U.S. Route 1 immediatamente a sud del downtown di Miami, in Florida, che conduce verso Brickell avenue. L'autostrada si dirige verso nord lungo l'Atlantico attraverso Jacksonville (Florida) fino a Savannah (Georgia), e poi piega leggermente verso l'entroterra attraverso gli Stati del Carolina del Sud e della Carolina del Nord fino a Richmond. Da Richmond supera Washington D.C. per dirigersi verso Baltimora nel Maryland, dove la I-95 segue la fall line, una caratteristica linea geografica dove la pianura costiera dell'Atlantico incontra la zona pedemontana nota come Appalachian Piedmont.
L'autostrada Interstale-95 continua verso nord attraverso Wilmington (nel Delaware) e Filadelfia (Pennsylvania), dove si interrompe. Allora il traffico verso nord deve proseguire su altre strade per continuare verso Newark (nel New Jersey). Questo sarà necessario fino al completamento della Pennsylvania Turnpike/Interstate 95 (2017?). La I-95 attraversa il George Washington Bridge verso New York City, e in seguito transita verso New Haven (Connecticut) e Providence (Rhode Island), circonda Boston (Massachusetts), e si dirige verso Portsmouth (New Hampshire) e Augusta (Maine) nel suo tragitto verso la strada nazionale U.S. Route 2 fino a Houlton e la frontiera con il Canada (Nuovo Brunswick) presso il Houlton/Woodstock Border Crossing seguendo un breve tragitto tramite la New Brunswick Route 95, che la collega alla Trans-Canada Highway.

### Florida
Inizialmente, la I-95 correva parallela all'autostrada privata Florida's Turnpike (che collega Miami con Orlando e Walt Disney World) per circa 41 miglia (66 km) da Palm Beach Gardens nord fino a Fort Pierce (Contea di St. Lucie) nella Treasure Coast. Nel tempo, la I-95 venne ricostruita su un tracciato separato, che era parallelo alla Turnpike tra Palm Beach Gardens e Stuart, con lo smantellamento della turnpike rimossa da alcune zone dove si allineava con la I-95 nel 1973, e il completamento della I-95 nel 1987.
In seguito la I-95 transita sul Fuller Warren Bridge che si estende sopra il fiume Saint Johns nei pressi di Jacksonville. Il ponte attuale venne completato nel 2002.

### Virginia
La Richmond-Petersburg Turnpike era un'autostrada a pedaggio nella parte centrale della Virginia, che venne aperta nel luglio del 1958. Si estendeva dai limiti nord della contea di Richmond fino poco a sud di Petersburg nell'odierna Interstate 85. Nell'agosto del 1958, la maggior parte della via venne designata Interstate 95. I pedaggi furono rimossi nel 1992.

### Stati di New Jersey e New York
La New Jersey Turnpike venne inaugurata nel 1952, e correntemente viene segnata come I-95 l'autostrada tra la Exit 6 (il Pennsylvania Turnpike Connector) a nord di Filadelfia fino alla linea dello Stato di New York (che si attraversa sul George Washington Bridge. Si stima che nel 2017, la I-95 debba seguire quel collegamento fino alla Pennsylvania.
Il ponte George Washington porta la I-95, le US highways 1 e 9, e la strada nazionale US 46 sopra l'Hudson tra New Jersey e Upper Manhattan. Il traffico diretto verso nord (verso Manhattan) deve pagare un pedaggio sul lato del New Jersey prima di attraversare il ponte verso New York.
La New England Thruway all'interno della città di New York si estende dal Pelham Parkway interchange del Bronx, appena a nord della Interstate 695 (New York) che conduce verso il Connecticut. L'autostrada NET venne completata nel 1961. Nel 1956, questa "direttissima" ("thruway") venne designata come parte della I-95. Inizialmente i pedaggi erano riscossi in entrambe le direzioni, ma vennero rimossi in direzione sud (verso New York) nei tardi anni ottanta durante una ricostruzione della NET. Correntemente, i pedaggi vengono riscossi soltanto in direzione nord.

## Vecchie strade parallele "US Routes"
Anche se la Interstate 95 è principalmente l'evoluzione come autostrada inter-statale della vecchia via nazionale U.S. 1, le due vie divergono sostanzialmente per lunghi tratti della via verso nord. Nello Stato della Florida, dopo correre quasi parallelamente alla U.S. 1 da Homestead (termine sud della I-95) e poi a Miami, per dirigersi spostata un po' di più nell'entroterra verso Jacksonville (Florida), l'autostrada federale si dirige verso ovest finché la I-95 non si collega alla U.S. 17 attraversando la Georgia e nella parte meridionale del Carolina del Sud, collegandosi in più punti. Nei pressi di Walterboro, SC, la U.S. 17 si dirige a est verso Charleston, SC e la U.S. 15 comincia a correre parallela all'inter-statale.

## Maggiori intersezioni
- Interstate 4 a Daytona Beach

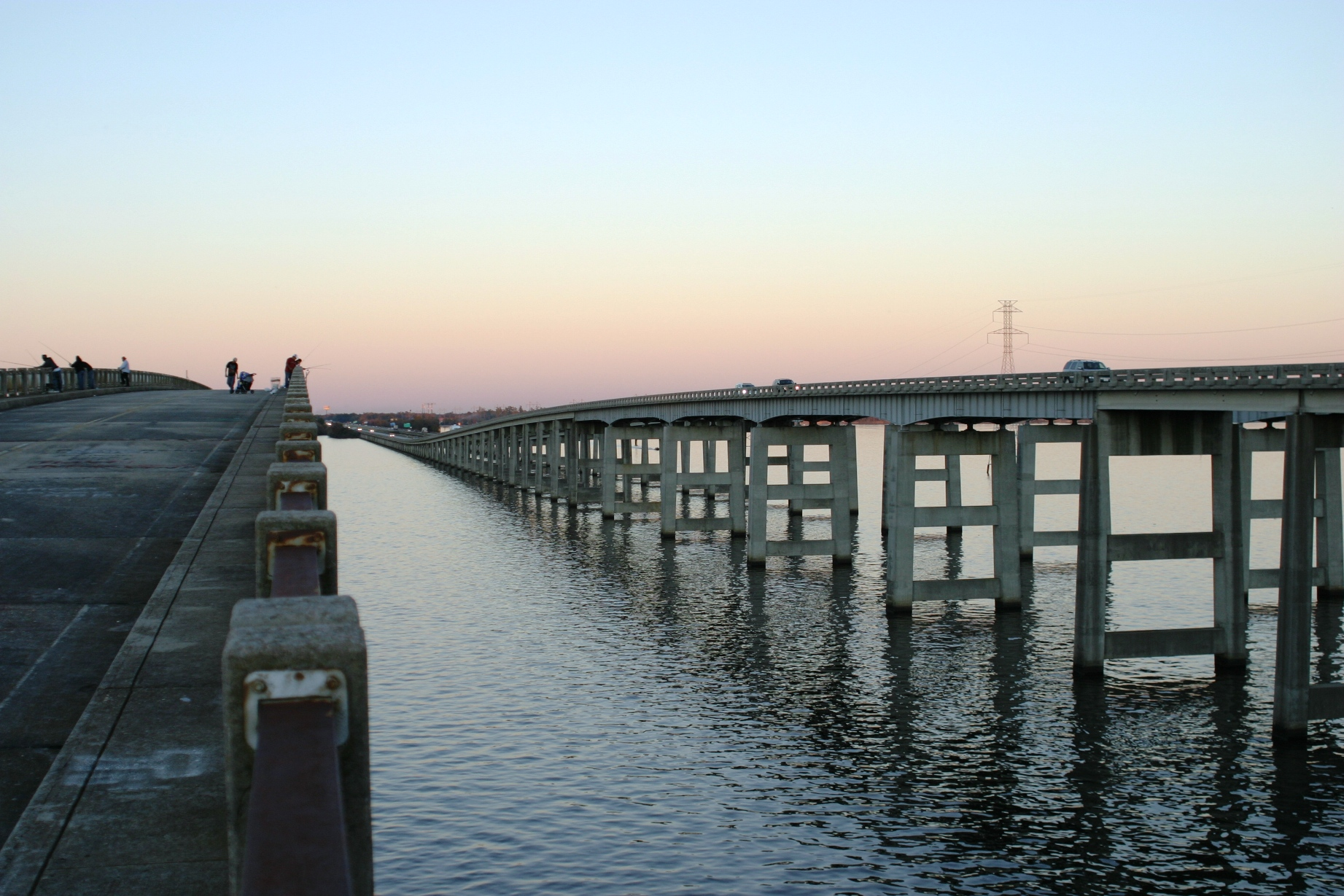
Ponte sul Lake Marion

- Interstate 10 a Jacksonville (Florida)
- Interstate 16 a Savannah (Georgia)
- Interstate 26 vicino a Harleyville (Carolina del Sud)
- Interstate 20 a Florence (Carolina del Sud)
- Interstate 74 vicino a Lumberton (Carolina del Nord)
- Interstate 40 a Benson (Carolina del Nord)
- Interstate 85 a Petersburg (Virginia)
- Interstate 64 for 4 miles (6.4 km) a Richmond (Virginia)
- Interstate 76 a Filadelfia (Pennsylvania)
- Interstate 78 a Newark (New Jersey)
- Interstate 80 a Teaneck (New Jersey)
- Interstate 87 a New York
- Interstate 91 a New Haven (Connecticut)
- Interstate 93 a Canton (Massachusetts)
- Interstate 90 a Weston (Massachusetts)
- Interstate 93 a Reading (Massachusetts)

## Vie alterne, bretelle, diramate, tangenziali, raccordi
L'Interstate 95 ha molte diramazioni e altre vie ausiliarie.
- Florida: I-195- Piccolo raccordo che collega il Miami International Airport (denominata "Airport Express") con la I-95, passando vicino alla University of Miami e che transita sulla baia di Miami tramite il "Julia Tuttle Causeway" raggiungendo il centro di Miami Beach; Interstate 295 (Florida)- Raccordo anulare attorno a Jacksonville; I-395- diramazione e "causeway" verso la parte nord di Miami Beach e Palm Beach; I-595- Bretella tra la Interstate 75 e l'aeroporto Fort Lauderdale-Hollywood International Airport
- Carolina del Nord: I-795- ramo verso Goldsboro